# Trébeurden
Trébeurden is een gemeente Frankrijk. Het ligt in het noorden van Bretagne aan de Atlantische Oceaan. De kust wordt daar ook Côte de granit rose genoemd. Het eiland Île Milliau hoort bij de gemeente. Het is een bekende badplaats met uitgestrekte en mooie stranden, in het bijzonder de Plage de Tresmeur. Trébeurden telde op 1 januari 2022 3.821 inwoners.

## Geografie
De oppervlakte van Trébeurden bedraagt 13,4 km², de bevolkingsdichtheid is 272 inwoners per km² (per 1 januari 2019).

De onderstaande kaart toont de ligging van Trébeurden met de belangrijkste infrastructuur en aangrenzende gemeenten.

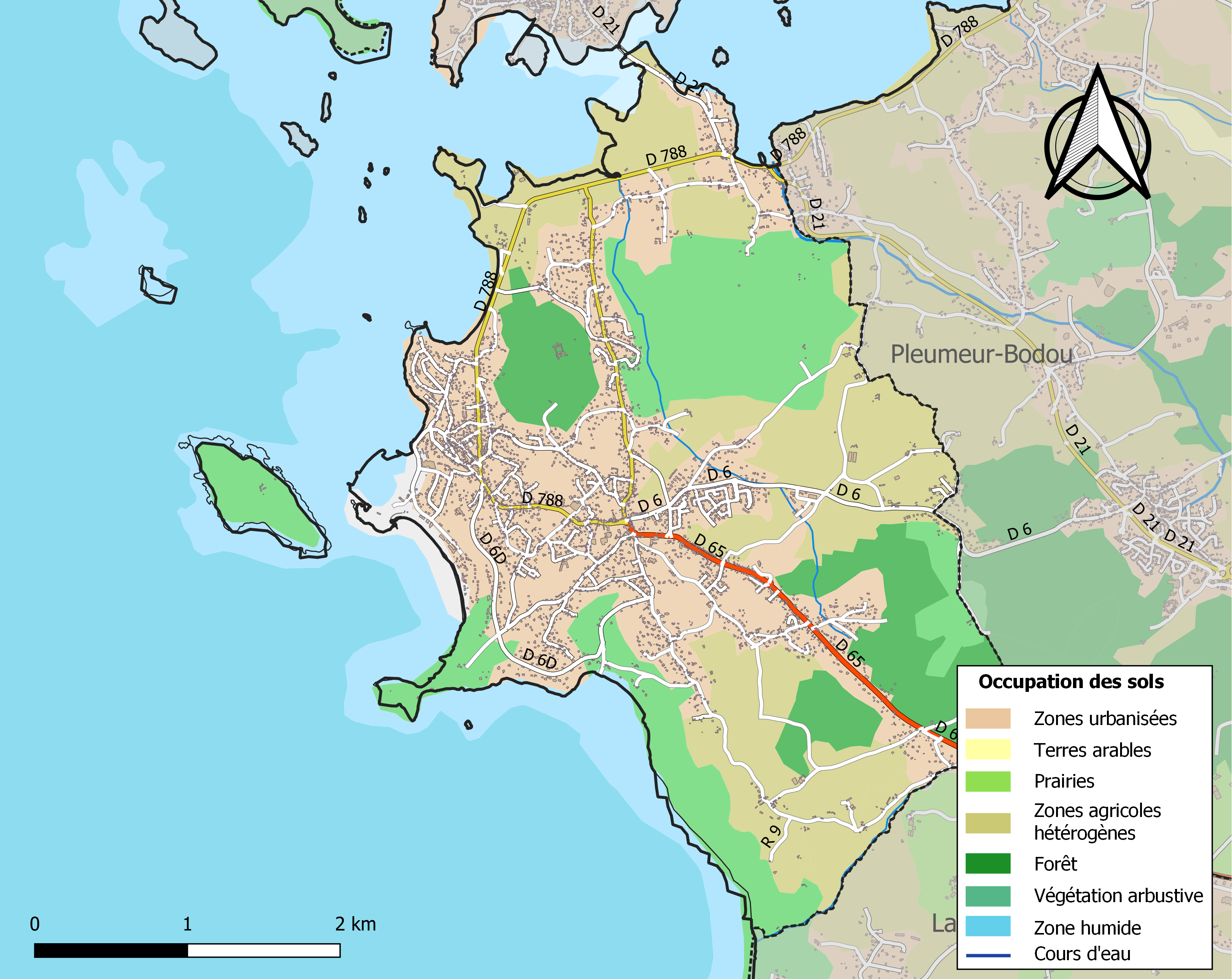

## Demografie
De gemeente telde 3.821 inwoners op 1 januari 2022.
Onderstaande figuur toont het verloop van het inwonertal, bron: INSEE-tellingen. 